# Escudo da Península
A Força do Escudo da Península (ou Escudo da Península) (em árabe: دِرْعُ الجَزيرَة) é o braço militar do Conselho de Cooperação dos Estados Árabes do Golfo (a.k.a Conselho de Cooperação do Golfo ou CCG). Seu objetivo é impedir e responder à agressão militar contra qualquer um dos países membros do CCG: Arábia Saudita Barém, Catar, Cuaite, Emirados Árabes Unidos e Omã.
Em 14 de março de 2011, em meio a revolta popular que ocorre no país, tropas do Escudo da Península solicitadas pelo governo do Barém, entraram no país através da Ponte do Rei Fahd. As forças eram provenientes da Arábia Saudita, Cuaite e dos Emirados Árabes Unidos. A presença de milhares de soldados estrangeiros, a maioria sauditas, é criticado pela oposição do Barém como uma ocupação militar e um ato de guerra contra civis.